# A Lyga 2023
La A Lyga 2023 fue la 34.ª edición de la máxima categoría del fútbol de Lituania. Comenzó el 3 de marzo y finalizó el 12 de noviembre de 2023.
El Žalgiris comenzó la temporada como vigente campeón. Riteriai descendió y fue reemplazado por TransINVEST. Todos los equipos que eran elegibles para participar en la liga basados en principios deportivos superaron con éxito el proceso de concesión de licencias por primera vez en los últimos años.

## Formato
Los diez equipos participantes jugaron entre sí todos contra todos cuatro veces totalizando 36 partidos cada uno. Al término de la fecha 36 el primer clasificado obtuvo un cupo para la primera ronda de la Liga de Campeones 2024-25, mientras que el segundo obtuvo un cupo para la segunda ronda de la Liga Europa Conferencia 2024-25. Además, el tercer clasificado obtuvo un cupo para la primera ronda de la Liga Europa Conferencia.
Un tercer cupo para la primera ronda de la Liga Europa Conferencia 2024-25 es asignado al campeón de la Copa de Lituania.

## Equipos participantes

### Relevos
| Pos  | Descendidos de A Lyga |
| ---- | --------------------- |
| 10.º | Jonava                |

| Pos | Ascendidos de I Lyga |
| --- | -------------------- |
| 1.º | Dainava              |

### Información de los equipos
| Equipo         | Ciudad      | Estadio                       | Capacidad |
| -------------- | ----------- | ----------------------------- | --------- |
| Banga          | Gargždai    | Estadio Gargždai              | 2323      |
| Dainava        | Alytus      | Estadio Alytus                | 3726      |
| Džiugas        | Telšiai     | Estadio Central de Telšiai    | 2400      |
| Hegelmann      | Kaunas      | LFF Kaunas                    | 500       |
| Kauno Žalgiris | Kaunas      | Estadio del FK Kauno Žalgiris | 500       |
| Panevėžys      | Panevėžys   | Estadio Aukštaitija           | 6600      |
| Riteriai       | Vilna       | Estadio LFF                   | 5067      |
| Šiauliai       | Šiauliai    | Estadio Savivaldybė           | 4000      |
| Sūduva         | Marijampolė | Estadio Sūduva                | 6250      |
| Žalgiris       | Vilna       | Estadio LFF                   | 5067      |

## Clasificación
| Pos. | Equipo         | Pts. | PJ | G  | E  | P  | GF | GC | Dif. | Clasificación                               |
| ---- | -------------- | ---- | -- | -- | -- | -- | -- | -- | ---- | ------------------------------------------- |
| 1    | Panevėžys (C)  | 87   | 36 | 26 | 9  | 1  | 64 | 14 | +50  | Primera ronda de la Liga de Campeones       |
| 2    | Žalgiris       | 75   | 36 | 23 | 6  | 7  | 67 | 28 | +39  | Segunda ronda de la Liga Europa Conferencia |
| 3    | Šiauliai       | 62   | 36 | 16 | 14 | 6  | 51 | 35 | +16  | Primera ronda de la Liga Europa Conferencia |
| 4    | Kauno Žalgiris | 59   | 36 | 15 | 14 | 7  | 61 | 40 | +21  | Primera ronda de la Liga Europa Conferencia |
| 5    | Hegelmann      | 59   | 36 | 18 | 5  | 13 | 62 | 43 | +19  |                                             |
| 6    | Banga          | 36   | 36 | 10 | 6  | 20 | 22 | 52 | −30  |                                             |
| 7    | Sūduva         | 35   | 36 | 10 | 5  | 21 | 28 | 60 | −32  |                                             |
| 8    | Dainava        | 31   | 36 | 7  | 10 | 19 | 25 | 40 | −15  |                                             |
| 9    | Džiugas (O)    | 25   | 36 | 4  | 13 | 19 | 25 | 57 | −32  | Promoción por la permanencia                |
| 10   | Riteriai (D)   | 25   | 36 | 5  | 10 | 21 | 26 | 62 | −36  | Descenso a la I Lyga                        |

 Fuente: A Lyga
Criterios de clasificación: Puntos · Desempate por campeonato · Enfrentamientos directos · Diferencia de goles en enfrentamientos directos · Partidos ganados en enfrentamientos directos · Diferencia de gol · Goles a favor · Partidos ganados · Puntos fair-play · Sorteo.
Notas:
1. ↑  Transinvest se habría clasificado para la segunda ronda de clasificación de la Conference League como ganador de la Copa de Lituania 2023, pero no pudo obtener una licencia de la UEFA. Como resultado, la plaza reservada para la segunda ronda de clasificación se otorgó al subcampeón de la A Lyga 2023, Žalgiris, que originalmente ingresó a la primera ronda de clasificación, y la plaza reservada para la primera ronda de clasificación se le dio al equipo en cuarto lugar, Kauno Žalgiris

## Resultados
| Local \ Visitante | BAN | DAI | DZI | HEG | KAU | PAN | RIT | SIA | SUD | ZAL |
| ----------------- | --- | --- | --- | --- | --- | --- | --- | --- | --- | --- |
| Banga             |     | 2–1 | 2–0 | 0–5 | 0–2 | 0–4 | 1–1 | 0–1 | 1–0 | 0–2 |
| Dainava           | 2–1 |     | 2–2 | 1–0 | 0–0 | 0–1 | 5–0 | 0–0 | 2–1 | 0–2 |
| Džiugas           | 1–2 | 0–1 |     | 2–0 | 0–0 | 0–3 | 1–1 | 1–1 | 0–2 | 0–2 |
| Hegelmann         | 5–0 | 3–0 | 2–0 |     | 3–2 | 2–4 | 0–1 | 2–3 | 6–0 | 0–1 |
| Kauno Žalgiris    | 0–0 | 1–0 | 3–1 | 4–0 |     | 0–1 | 3–1 | 0–0 | 3–0 | 1–1 |
| Panevėžys         | 2–0 | 0–0 | 4–0 | 1–0 | 2–1 |     | 3–1 | 3–1 | 0–0 | 0–0 |
| Riteriai          | 0–0 | 0–0 | 1–1 | 0–4 | 1–1 | 0–1 |     | 0–4 | 1–0 | 0–2 |
| Šiauliai          | 1–1 | 2–0 | 2–0 | 3–1 | 1–0 | 0–0 | 1–1 |     | 3–0 | 1–0 |
| Sūduva            | 0–2 | 2–0 | 1–0 | 2–0 | 2–4 | 0–2 | 0–0 | 0–2 |     | 2–1 |
| Žalgiris          | 1–0 | 0–0 | 2–3 | 1–0 | 2–1 | 2–1 | 1–0 | 2–2 | 4–0 |     |

| Local \ Visitante | BAN | DAI | DZI | HEG | KAU | PAN | RIT | SIA | SUD | ZAL |
| ----------------- | --- | --- | --- | --- | --- | --- | --- | --- | --- | --- |
| Banga             |     | 1–0 | 0–1 | 0–3 | 1–1 | 0–1 | 1–2 | 1–1 | 1–0 | 1–4 |
| Dainava           | 0–1 |     | 1–0 | 1–2 | 1–1 | 1–2 | 0–1 | 1–2 | 1–2 | 0–2 |
| Džiugas           | 0–1 | 2–1 |     | 1–2 | 0–2 | 0–3 | 2–2 | 3–1 | 1–1 | 1–2 |
| Hegelmann         | 1–1 | 0–0 | 1–1 |     | 1–1 | 0–0 | 1–0 | 3–1 | 2–0 | 2–0 |
| Kauno Žalgiris    | 3–1 | 1–1 | 0–0 | 4–2 |     | 1–1 | 3–2 | 3–2 | 1–1 | 2–5 |
| Panevėžys         | 2–0 | 2–0 | 0–0 | 2–2 | 3–0 |     | 1–0 | 2–0 | 2–1 | 2–0 |
| Riteriai          | 0–1 | 1–3 | 0–0 | 2–3 | 1–3 | 0–2 |     | 0–1 | 1–2 | 2–6 |
| Šiauliai          | 3–0 | 0–0 | 3–0 | 1–3 | 1–1 | 1–1 | 2–0 |     | 3–2 | 0–0 |
| Sūduva            | 1–0 | 2–0 | 0–0 | 0–1 | 2–6 | 0–1 | 0–3 | 2–0 |     | 0–2 |
| Žalgiris          | 1–0 | 1–0 | 4–1 | 4–0 | 0–2 | 1–2 | 3–0 | 2–2 | 4–0 |     |

## Promoción por la permanencia
| Ida; 18 de noviembre | Be1 NFA    | 1 – 1   | Džiugas          | Estadio NFA, Kaunas            |                                |
| 13:00 (UTC+2)        | Wouter 19' | Reporte | Jezdimirović 73' | Árbitro(s): Robertas Valikonis | Árbitro(s): Robertas Valikonis |

| Vuelta; 25 de noviembre | Džiugas                 | 1 – 0 (Global 2 – 1) | Be1 NFA | Estadio Central de Gargždai, Gargždai |                            |
| 13:00 (UTC+2)           | Nuno Pereira 69' (pen.) | Reporte              |         | Árbitro(s): Donatas Rumšas            | Árbitro(s): Donatas Rumšas |

Džiugas venció 2–1 en el resultado global y se mantuvo en la A Lyga, Be1 NFA permaneció en la I Lyga.

## Goleadores
- Actualizado al 12 de noviembre de 2023[2]

| Pos. | Jugador             | Equipo         | Goles |
| ---- | ------------------- | -------------- | ----- |
| 1    | Mathias Oyewusi     | Žalgiris       | 19    |
| 2    | Filip Dangubić      | Hegelmann      | 18    |
| 3    | Eligijus Jankauskas | Šiauliai       | 14    |
| 3    | Ariagner Smith      | Panevėžys      | 14    |
| 5    | Edvinas Girdvainis  | Kauno Žalgiris | 10    |